# Arroyo Arena, San Juan Lalana
Arroyo Arena är en ort i Mexiko.   Den ligger i kommunen San Juan Lalana och delstaten Oaxaca, i den sydöstra delen av landet, 400 km sydost om huvudstaden Mexico City. Arroyo Arena ligger 177 meter över havet och antalet invånare är 187.
Terrängen runt Arroyo Arena är varierad. Runt Arroyo Arena är det glesbefolkat, med 19 invånare per kvadratkilometer. Närmaste större samhälle är Arroyo Blanco, 3,1 km norr om Arroyo Arena. I omgivningarna runt Arroyo Arena växer i huvudsak städsegrön lövskog.